# Campionati oceaniani di badminton
I Campionati oceaniani di badminton sono una competizione sportiva organizzata dalla Badminton Oceania (BO), in cui si assegnano i titoli oceaniani delle diverse specialità del badminton.
I primi campionati oceaniani di badminton furono organizzati nel 1997 e si svolgono con cadenza annuale.

## Edizioni
| Anno | Città         | Nazione            |
| ---- | ------------- | ------------------ |
| 1997 | North Harbour | Nuova Zelanda      |
| 1999 | Brisbane      | Australia          |
| 2002 | Suva          | Figi               |
| 2004 | Waitakere     | Nuova Zelanda      |
| 2006 | Auckland      | Nuova Zelanda      |
| 2008 | Nouméa        | Nuova Caledonia    |
| 2010 | Invercargill  | Nuova Zelanda      |
| 2012 | Ballarat      | Australia          |
| 2014 | Ballarat      | Australia          |
| 2015 | North Harbour | Nuova Zelanda      |
| 2016 | Papeete       | Polinesia francese |
| 2017 | Nouméa        | Nuova Caledonia    |
| 2018 | Hamilton      | Nuova Zelanda      |
| 2019 | Melbourne     | Australia          |
| 2020 | Ballarat      | Australia          |
| 2022 | Melbourne     | Australia          |
| 2023 | Auckland      | Nuova Zelanda      |
| 2024 | Geelong       | Australia          |

## Medagliere
Aggiornato a Geelong 2024
| Posiz. | Nazione            | Oro | Argento | Bronzo | Totale |
| ------ | ------------------ | --- | ------- | ------ | ------ |
| 1      | Australia          | 71  | 55      | 118.5  | 244.5  |
| 2      | Nuova Zelanda      | 39  | 52      | 56.5   | 147.5  |
| 3      | Polinesia francese | 0   | 3       | 6      | 9      |
| 4      | Nuova Caledonia    | 0   | 0       | 10     | 10     |
| 5      | Figi               | 0   | 0       | 3      | 3      |
| Totale | Totale             | 110 | 110     | 194    | 414    |